# Тіконко
Тіко́нко (англ. Tikonko) — місто у складі округу Бо Південної провінції Сьєрра-Леоне. Адміністративний центр вождівства Тіконко та центр секції Сейва.
Місто розташоване за 8 км на південний захід від центру округа міста Бо.
Населення міста становить 11412 осіб (2015). У національному відношенні переважають представники народу менде.

## Господарство
У селі діють початкова школа, середня школа, центр здоров'я.